# Gladys O'Connor
Gladys O'Connor (Londen, 28 november 1903 – Toronto, 21 februari 2012) was een Brits-Canadese actrice.

## Levensloop en carrière
O'Connor werd geboren in 1903 in Londen. Haar familie verhuisde naar Canada toen ze 9 was. Ze werd pas actrice na haar pensioen. Haar eerste rol speelde ze in Police Academy 3 (1986). Andere rollen speelde ze in Billy Madison (1995) en Fly Away Home (1996). Haar laatste rol speelde ze in de televisiefilm Philadelphia Phenomenon naast Tony Danza.
Ze overleed in 2012 op 108-jarige leeftijd in Toronto.